# Andrzej Wichrzycki
Andrzej Wichrzycki (ur. 9 lipca 1931, zm. 7 maja 2020) – polski lekarz, specjalista w zakresie położnictwa i ginekologii, dr hab.

## Życiorys
.

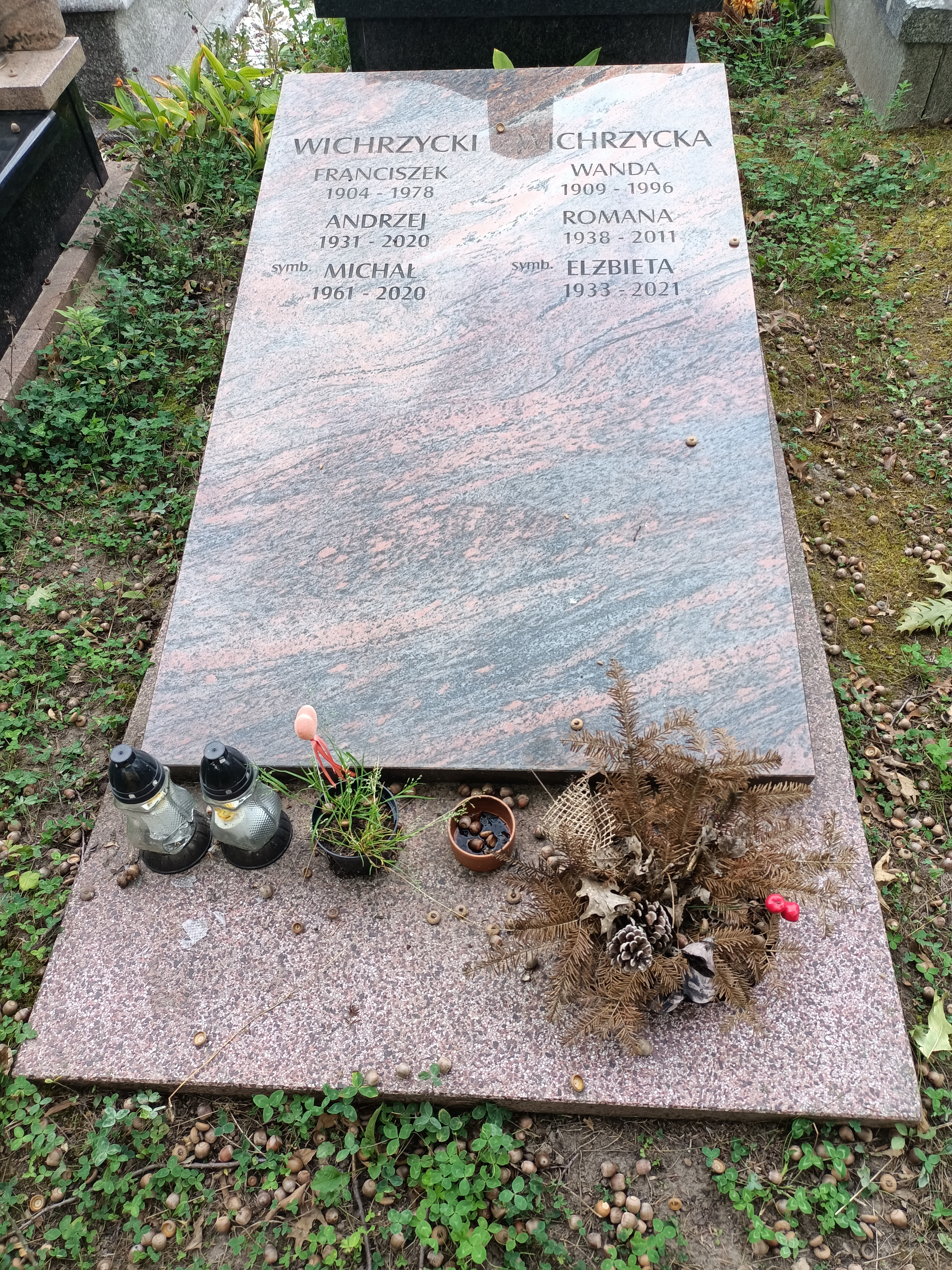
Grób Andrzeja Wichrzyckiego na Cmentarzu Komunalnym Północnym w Warszawie

Obronił pracę doktorską, 1 stycznia 1990 habilitował się na podstawie pracy zatytułowanej Znaczenie rozpoznawcze i rokownicze kardiotokografii w ciąży zagrożonej. Pracował w II Katedrze i Klinice Położnictwa i Ginekologii na I Wydziale Lekarskim z Oddziałem Stomatologicznym Akademii Medycznej w Warszawie.
Zmarł 7 maja 2020.

## Odznaczenia
- Krzyż Oficerski Orderu Odrodzenia Polski (1999)[4]